# Eislingen/Fils
Eislingen/Fils is een plaats in de Duitse deelstaat Baden-Württemberg, gelegen in het Landkreis Göppingen. De stad telt 21.243 inwoners.

## Geografie
Eislingen/Fils heeft een oppervlakte van 16,41 km² en ligt in het zuidwesten van Duitsland.

## Politiek
De gemeenteraadsverkiezingen van 13 juni 2004 gaven de volgende uitslagen en zetelverdeling:
| CDU        | 37,5 % | -4,4 | 9 Sitze | -2 |
| FWG        | 25,3 % | +3,7 | 6 Sitze | +1 |
| SPD        | 24,7 % | -0,4 | 5 Sitze | -1 |
| Die Grünen | 12,5 % | +4,6 | 2 Sitze | ±0 |
| Overige    | 0,0 %  | -3,6 | 0 Sitze | ±0 |

## Geschiedenis
Rond 125 na Christus bevindt zich op de plaats van Eislingen/Fils een castellum (kleine vesting) waarvan de Latijnse naam en het aldaar gelegerde legioen niet bekend zijn. Het castelum markeerde mogelijk de grens tussen de Romeinse provincies Raetia en Germania Superior. In 861 wordt de plaats voor het eerst genoemd in een document als Isilinga.
Sinds 1989 heeft Eislingen/Fils een stedenband met Villány in Hongarije, en sinds 2001 met Oyonnax in Frankrijk.

## Bezienswaardigheden
- De St.-Anna-Kapel
- De St.-Markus-kerk
- De Gotische Dorpskerk St.-Jakob
- Het Eislinger Slot
- Het oude pompmechaniek van de Eislinger waterwerken uit 1909
- De Reconstructie van een 110 Miljoen Jaar oud Fischsauriër (in het stadhuis van Eislingen)
- De Kolos von Eislingen (Hoogspanningmast van de EnBW)

## Inwoners
Onderstaande tabel toont de ontwikkeling van het aantal inwoners van de plaats.
| Jaar | Aantal inwoners |
| ---- | --------------- |
| 1837 | 2.341           |
| 1907 | 6.370           |
| 1939 | 9.342           |
| 1950 | 13.399          |
| 1970 | 18.032          |
| 1983 | 17.993          |
| 2000 | 19.886          |
| 2004 | 20.384          |
| 2006 | 20.461          |

### Geboren in Eislingen/Fils
- 1878, Amalie Volz, overleden 1962 in Stuttgart-Bad Cannstatt, oprichtster van de eerste evangelische moederschool in Württemberg.
- 1917, 7 april, Albert Sing, Duits speler van het nationaal voetbalelftal en trainer in de Bundesliga.
- 1943, 5 februari, Thomas Gruber, Intendant Bayerischer Rundfunk

Adelberg ·
Aichelberg ·
Albershausen ·
Bad Boll ·
Bad Ditzenbach ·
Bad Überkingen ·
Birenbach ·
Böhmenkirch ·
Börtlingen ·
Deggingen ·
Donzdorf ·
Drackenstein ·
Dürnau ·
Ebersbach an der Fils ·
Eislingen/Fils ·
Eschenbach ·
Gammelshausen ·
Geislingen an der Steige ·
Gingen an der Fils ·
Göppingen ·
Gruibingen ·
Hattenhofen ·
Heiningen ·
Hohenstadt ·
Kuchen ·
Lauterstein ·
Mühlhausen im Täle ·
Ottenbach ·
Rechberghausen ·
Salach ·
Schlat ·
Schlierbach ·
Süßen ·
Uhingen ·
Wangen ·
Wäschenbeuren ·
Wiesensteig ·
Zell unter Aichelberg